# Myrmotherula fluminensis
El hormiguerito carioca (Myrmotherula fluminensis), también denominado hormiguero de Río de Janeiro, es una especie de ave paseriforme de la familia Thamnophilidae perteneciente al numeroso género Myrmotherula. Es endémico de una pequeña región del estado de Río de Janeiro en Brasil. Esta especie, conocida por un único espécimen que motivó la descripción original, ha tenido su validad cuestionada por varios autores, que actualmente la consideran apenas una variación de Myrmotherula luctuosa.

## Distribución y hábitat
Se distribuye en el centro de Río de Janeiro en el sureste de Brasil, el único ejemplar conocido fue colectado en la Serra dos Órgãos.
Su hábitat natural son los bosques húmedos subtropicales o tropicales de tierras bajas. 

## Estado de conservación
Anteriormente era considerada como especie en peligro crítico de extinción por la Unión Internacional para la Conservación de la Naturaleza (IUCN), pero actualmente, siguiendo a Birdlife International, es considerada un sinónimo del hormiguerito luctuoso (M. luctuosa), y, por lo tanto, no evaluado específicamente.

## Sistemática

### Descripción original
La especie M. fluminensis fue descrita por primera vez por el ornitólogo brasileño Luiz Pedreira Gonzaga en 1988 bajo el mismo nombre científico; localidad tipo «Santo Aleixo, Río de Janeiro, Brasil».

### Etimología
El nombre genérico femenino «Myrmotherula» es un diminutivo del género Myrmothera, del griego «murmos»: hormiga y «thēras»: cazador; significando «pequeño cazador de hormigas»; y el nombre de la especie «fluminensis», se refiere a «fluminense», gentilicio del estado de Río de Janeiro.

### Taxonomía
Esta especie tiene su validad taxonómica cuestionada por varios autores; inicialmente se pensaba que se trataba de un híbrido entre Myrmotherula unicolor y la entonces subespecie Myrmotherula axillaris luctuosa, y posteriormente posiblemente una variación de esta última. Existen dudas si las observaciones recientes se refieren al mismo taxón de la descripción original. Son necesarias análisis más amplias, incluyendo las grabaciones de voces recientes, para determinar su real condición taxonómica. Aves del Mundo y Birdlife Internacional la tratan como un sinónimo posterior de M. luctuosa, mientras el Congreso Ornitológico Internacional (IOC, versión 7.2) y Clements checklist v.2016, continúan a tratarla como especie plena.